# ソタロール
ソタロール（Sotalol）はK+チャネル遮断薬に分類される不整脈治療薬の一つである。交感神経β受容体非選択的遮断作用とヴォーン・ウィリアムズ分類III群抗不整脈作用を併せ持つ。最初に発見されたのは1960年で、1980年代にβ遮断薬として広く用いられる様になり、その後直ぐに抗不整脈薬として再発見された。これら2つの機能を持つ事から、心室細動および心室頻拍治療薬として他のβ-遮断薬よりも優先して使用される。商品名ソタコール。
米国FDAは、ソタロールがQT時間を延長してトルサード・ド・ポワントを起こす危険性が若干あるとの理由で、重篤な不整脈にのみ使用する様に呼び掛けている。

## 効能・効果
米国FDAに拠ると、ソタロールは致死性心室性不整脈、高症候性心房細動（Afib）、心房粗動（AFL）の患者の心リズム正常化について使用承認されている。重篤な副作用があるので、通常は死の危険のある心室性不整脈またはバルサルバ法等の単純操作で除去できない細動/粗動にのみ使用すべきであるとしている。
日本での効能・効果は、「生命に危険のある再発性心室頻拍、心室細動で他の抗不整脈薬が無効かまたは使用できない場合」である。

## 禁忌
FDAに拠ると、ソタロールは起床時の心拍数が50拍/分以下の患者には用いるべきではない。洞不全症候群、QT延長症候群、心原性ショック、未管理の心不全、気管支喘息または関連気管支攣縮症状、血中カリウム値が4mEq/L未満の患者には使うべきでない。第2度または第3度の房室ブロックで心臓ペースメーカーを装着している患者にのみ投与すべきである。
ソタロールは腎臓から排泄されるので、クレアチニンクリアランスが40mL/分未満の患者には用いるべきではない。乳汁中に分泌されるので、ソタロールを服用中の患者は授乳すべきでない。
ソタロールはQT時間を延長するので、QT延長作用を持つ他の薬剤と併用しない様にFDAは推奨している。ジゴキシンを服用中の患者では重篤に副作用が多く、心不全の存在によると思われるとの研究結果がある。他のβ-遮断薬と同様に、カルシウム拮抗剤、カテコールアミンを枯渇させる薬剤、インスリン、抗糖尿病薬、β2-作動薬、クロニジンと薬物相互作用を起こす。
ソタロールは駆出率が低下している患者では死亡の危険を増加させるので避けるべきであるとの証拠がいくつか報告されている。
日本で禁忌とされている患者は、下記の通りである。
- 心原性ショックの患者
- 重度の鬱血性心不全の患者
- 重篤な腎障害（クレアチニン・クリアランス < 10mL/分）のある患者
- 高度の洞性徐脈（50拍/分未満、高度の洞不全）のある患者
- 高度の刺激伝導障害（II～III度の房室ブロック、高度の洞房ブロック等）のある患者
- 気管支喘息、気管支痙攣のおそれのある患者
- 先天性または後天性のQT延長症候群の患者
- 心筋抑制のある麻酔薬（シクロプロパン等）を投与中の患者
- アミオダロン（注射）、バルデナフィル、モキシフロキサシン、トレミフェン、フィンゴリモドを投与中の患者
- 製剤成分に対する重篤な過敏症の既往歴のある患者

## 副作用
日本で重大な副作用とされているものは、ソタロールの催不整脈作用による心室細動（0.2%）、心室頻拍（1.0%）、トルサード・ド・ポアント（0.2%）、洞停止（0.3%）、完全房室ブロック（0.1%）、心不全（1.3%）、心拡大（0.2%）である。
日本の添付文書では発現率3%を超える副作用はないとされているが、米国の添付文書では発現率10%を超える副作用として、疲労、眩暈、立ちくらみ、頭痛、無力症、嘔気、呼吸困難、徐脈、動悸、胸痛が挙げられている。これらの副作用は、用量依存的に増加する。
稀に、ソタロールが誘発するQT延長症候群が生命を脅かすトルサード・ド・ポワント（TdP）に繋がることがある。いくつかの臨床試験をまとめると、ソタロールを服用した上室性不整脈（心房細動等）患者の0.6%でTdPが発生している。心室頻拍（30秒以上の不整脈）の既往がある患者では、TdPの発生率は4%である。発生率は、高用量、女性、心肥大または心不全の履歴のある患者 で高かった。TdPの発生率は、持続性心室性頻拍の患者で見ると、80mg/日で0%、160mg/日で0.5%、320mg/日で1.6%、640mg/日で5.8%であった。このリスクのため、米国FDAはソタロールの投与開始時または投与再開時に最低でも3日間入院させて継続的心電図モニタリングを実施し、かつ蘇生に備える様に求めている。

## 作用機序

### β遮断作用
ソタロールはβ1-受容体とβ2-受容体を非選択的に両方ブロックし、刺激リガンドによる受容体の活性化を阻害する。リガンドが受容体に結合できない事で、受容体に関係するG蛋白質複合体が活性化されず、cAMPが産生されず、カルシウム流入チャネルが開かれない。カルシウムチャネルの活性化が減少すると、細胞内カルシウム濃度が低下する。心筋細胞ではカルシウムは、収縮の電気信号ならびに心筋収縮力を生成する上で重要な役割を果たす。カルシウムのこの重要性を考慮すると、2つの結論が導かれる。1つ目は、細胞内カルシウムが少ない事で収縮のための電気信号が弱くなり、心臓の自然のペースメーカー機能が働いて不整な収縮を改善する事、2つ目は、カルシウム濃度が低い事で心筋収縮の長さと頻度が減弱し、異常な頻脈を是正する事である。

### III群抗不整脈作用
ソタロールはカリウムチャネルにも作用し、心室の弛緩を遅延させる。カリウムチャネルのブロックにより、ソタロールは細胞外へのK+の流出を妨げ、心室筋細胞が収縮するための次の電気刺激を発生させることができるまでの時間を延長する。この間隔延長は、心室の早発性または異常な収縮の可能性を低下させることで不整脈を修正するために役立つだけでなく、心室収縮の間隔を長くして頻脈の治療をサポートする。

## 開発の経緯
ソタロールが最初に化学合成されたのは1960年であった。当初は高血圧治療薬および狭心症治療薬として認識されていた。英国およびフランスで1974年に、ドイツで1975年に、スウェーデンで1979年に発売された。日本では1999年1月である。1980年代に抗不整脈作用が発見され、米国で1992年に承認された。